# Josef Linhart (fotbalista)
Josef Linhart (* 15. května 1944) je bývalý český fotbalista, obránce a záložník. Jeho strýcem byl fotbalista a trenér Miroslav Linhart.

## Fotbalová kariéra
V československé lize hrál za Baník/SONP Kladno a Slávii Praha. Nastoupil ve 112 ligových utkáních. V evropských pohárech odehrál 3 utkání ve Veletržním poháru. V olympijské reprezentaci nastoupil v 7 utkáních, byl účastníkem OH 1968 v Mexiku. V juniorské reprezentaci nastoupil ve 3 utkáních, za dorosteneckou reprezentaci nastoupil v 9 utkáních.

## Ligová bilance
| Ročník                                     | Zápasy | Góly | Klub         |
| ------------------------------------------ | ------ | ---- | ------------ |
| 1. československá fotbalová liga 1960/1961 | 19     | 0    | Baník Kladno |
| 1. československá fotbalová liga 1961/1962 | 14     | 0    | SONP Kladno  |
| 1. československá fotbalová liga 1962/1963 | 10     | 0    | SONP Kladno  |
| 1. československá fotbalová liga 1966/1967 | 13     | 0    | Slavia Praha |
| 1. československá fotbalová liga 1967/1968 | 8      | 0    | Slavia Praha |
| 1. československá fotbalová liga 1968/1969 | 22     | 0    | Slavia Praha |
| 1. československá fotbalová liga 1969/1970 | 25     | 0    | Slavia Praha |
| 1. československá fotbalová liga 1970/1971 | 7      | 0    | Slavia Praha |
| CELKEM                                     | 112    | 0    |              |